# Chaetomitrium perlaeve
Chaetomitrium perlaeve är en bladmossart som beskrevs av Hugh Neville Dixon 1922. Chaetomitrium perlaeve ingår i släktet Chaetomitrium och familjen Hookeriaceae. Inga underarter finns listade i Catalogue of Life.